# Hrvatske novine (Željezno)
Hrvatske novine. Tjednik Gradišćanskih Hrvatov su tjednik na hrvatskom jeziku Hrvata iz Gradišća. 

## Povijest
Hrvatske novine prvi puta izašle su 1. siječnja 1910. godine pod nazivom Naše novine i pod tim nazivom izlazile su do 1922. godine. Tiskaju se na 32 stranice. Izlaze u Željeznom. Današnji urednik je književnik i aktivist Petar Tyran.

## Glavni urednici
- Petar Tyran (1983. - )

## Poznati suradnici
- Juraj Lončarević

## Vanjske poveznice
- Hrvatske novine